# 149 TCN
Năm 149 TCN là một năm trong lịch Julius. 